# Distrito de Moyamba
El distrito de Moyamba es uno de los doce distritos de Sierra Leona y uno de los cuatro de la provincia del Sur. Cubre un área de 6.902 km² y albergaba una población de 259.617 personas en 2004. La capital es Shenge.

## Localidades con población en diciembre de 2015
- Bagruwa 27,623
- Bumpeh 37,445
- Dasse 13,217
- Fakunya 27,646
- Kagboro 34,862
- Kaiyamba 25,749
- Kamajei 10,165
- Kongbora 10,328
- Kori 30,514
- Kowa 9,752
- Lower Banta 37,317
- Ribbi 33,165
- Timdale 10,292
- Upper Banta 10,513

- Datos: Q597538